# Les Hommes de main (film, 2001)
Pour les articles homonymes, voir Les Hommes de main.
Pour plus de détails, voir Fiche technique et Distribution.
Les Hommes de main (Knockaround Guys) est un film américain réalisé par David Levien et Brian Koppelman, sorti en 2001.

## Synopsis
Benny Chains, un parrain de New York, se laisse persuader par son fils Matty de lui confier une mission. Il le charge donc de faire parvenir une grosse somme d'argent à l'autre bout du continent. Matty sollicite l'aide de son ami Johnny Marbles, propriétaire d'un avion, afin d'effectuer le transport. Durant son voyage, Johnny se pose dans un petit aérodrome du Montana pour refaire le plein et se rend compte au moment de repartir que l'argent a disparu. Après avoir été averti de cette « anicroche », Matty débarque dans la petite ville avec deux de ses amis, Taylor et Chris, bien décidé à récupérer l'argent au plus vite.

## Fiche technique
- Titre français : Les Hommes de main
- Titre original : Knockaround Guys
- Réalisation : David Levien et Brian Koppelman
- Scénario : David Levien et Brian Koppelman
- Production : Lawrence Bender, David Levien et Brian Koppelman
- Musique : Clint Mansell
- Photographie : Tom Richmond
- Montage : David Moritz
- Pays d'origine : États-Unis
- Format : couleurs (DeLuxe) - 2,35:1 - DTS / Dolby Digital / SDDS - 35 mm
- Genre : Thriller et film de gangsters
- Durée : 90 min
- Dates de sortie :
  -  Allemagne : 8 septembre 2001 (Festival international du film d'Oldenbourg)
  -  États-Unis : 11 octobre 2002
  -  France : 22 janvier 2003
- Interdit aux moins de 12 ans lors de sa sortie en salle en France

## Distribution
- Barry Pepper (VF : Jean-Philippe Puymartin ; VQ : Gilbert Lachance) : Matty Demaret
- Vin Diesel (VF : Thierry Mercier ; VQ : James Hyndman) : Taylor Reese
- Seth Green (VF : Pierre Tessier ; VQ : Sylvain Hétu) : Johnny Marbles
- Andy Davoli (VF : Bruno Choël ; VQ : Pierre Auger) : Chris Scarpa
- John Malkovich (VF : Michel Papineschi ; VQ : Guy Nadon) : Teddy Deserve
- Dennis Hopper (VF : Bernard Tiphaine ; VQ : Vincent Davy) : Benny Chains
- Tom Noonan (VF : Pierre Dourlens ; VQ : Jean-Marie Moncelet) : Le shérif Stan Decker
- Kevin Gage (VF : Sylvain Lemarié) : Brucker
- Shawn Doyle : Le shérif adjoint Dennis Ward
- Kris Lemche : Decker
- Dov Tiefenbach : Teeze
- Arthur J. Nascarella (VF : Daniel Beretta) : Billy Clueless
- Josh Mostel : Mac McCreadle
- Mike Starr : Bobby Boulevard